# Florence Price
 Florence Beatrice Smith Price (* 9. April 1887 in Little Rock, Arkansas; † 3. Juni 1953 in Chicago, Illinois) war eine US-amerikanische Komponistin. Sie war die erste Afroamerikanerin, die in den USA als Komponistin klassischer Musik bekannt wurde.

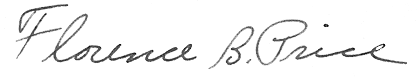

## Biographie
Florence Beatrice Smith, Tochter der Musiklehrerin Florence (Gulliver) und des Zahnarztes James H. Smith, wurde am 9. April 1887 in Little Rock, Arkansas, als eines von drei Kindern in eine ethnisch gemischte Familie geboren und trat im Alter von vier Jahren erstmals als Pianistin auf. An der Elementarschule ihrer Heimatstadt hatte sie Klavierunterricht bei Charlotte Andrews Stephens. Ihre erste Komposition wurde veröffentlicht, als sie elf Jahre alt war. Nach dem Besuch der Capitol High School studierte sie von 1903 bis 1906 am New England Conservatory Musiktheorie bei Frederick Shepherd Converse und George Whitefield Chadwick und Orgel bei Henry Morton Dunham.
Von 1906 bis 1910 unterrichtete sie in Arkansas am Shorter College, danach bis 1912 an der Clark Atlanta University. 1912 heiratete sie den Rechtsanwalt Thomas J. Price und ließ sich in Little Rock nieder, wo sie Privatunterricht gab und sich der Komposition widmete. Nach Rassenunruhen übersiedelte sie 1927 nach Chicago, Illinois.
Hier studierte sie am American Conservatory und am Chicago Musical College Komposition und Orchestration bei Carl Busch, Wesley La Violette und Leo Sowerby. Sie wurde Teil der Chicago Black Renaissance, einer an der Harlem Renaissance orientierten sozialen und kulturellen Bewegung afroamerikanischer Kunstschaffender und Literaten, von deren Texten sie einige vertonte. Zu ihren frühen kompositorischen Erfolgen zählten u. a. mehrere 1928 veröffentlichte Klavierstücke und die Aufführung ihrer ersten, an ein Spiritual angelehnten Fantasie Nègre (1929) durch ihre Schülerin Margaret Bonds 1930. Nach der Scheidung von Thomas J. Price 1931 lebte sie von ihren Einkünften als Klavierlehrerin und der Komposition von populären Songs, die sie unter dem Pseudonym Vee Jay veröffentlichte. Außerdem betätigte sie sich als Stummfilmorganistin und orchestrierte Stücke für den Rundfunk.
Den Durchbruch als Komponistin markierte ihre Sinfonie e-Moll, mit der sie 1932 den Wanamaker Prize gewann und die zur Weltausstellung 1933 vom Chicago Symphony Orchestra unter Leitung von Frederick Stock uraufgeführt wurde. Price war damit die erste Afroamerikanerin, deren Orchesterwerk von einem großen US-Orchester gespielt wurde. Im Jahr darauf brachte sie ihr Concerto in One Movement für Klavier zur Aufführung, wobei sie selbst als Solistin auftrat. Am bekanntesten wurde Prices Arrangement des Spirituals My Soul’s Been Anchored in the Lord – die Opernsängerin Marian Anderson interpretierte es 1939 vor 75000 Menschen bei einem historischen Konzert am Lincoln Memorial, nachdem ihr als „Woman of Color“ verwehrt worden war, in der Constitution Hall aufzutreten. Prices 1938 begonnene Sinfonie Nr. 3 kam 1940 mit dem Detroit Civic Orchestra zur Uraufführung. Das Werk war eine Auftragsarbeit im Rahmen des New Deal des Federal Music Projects der Works Progress Administration. Im selben Jahr wurde sie, gefördert von John Alden Carpenter, Mitglied der American Society of Composers, Authors and Publishers (ASCAP). In England führte der Dirigent John Barbirolli ihre Suite für Streicher mit dem Hallé-Orchester Manchester auf.
Trotz einzelner Erfolge wurde ihr zu Lebzeiten kein Platz im Kanon der amerikanischen Musikgeschichte zugestanden. Ein Großteil ihrer rund 300 Kompositionen blieb unveröffentlicht. 1943 umriss sie in einem Brief an den Dirigenten Sergei Kussewizki ihre Situation: „(...) ich habe zwei Handicaps (...), ich bin eine Frau und ich habe auch schwarzes Blut in meinen Adern.“
Am 3. Juni 1953 erlag Florence Price in Chicago einem Schlaganfall.

## Rezeption und Diskographie (Auswahl)
Nach ihrem Tod geriet ihre Musik in Vergessenheit. Erst ab den 1970er Jahren erschienen im Zuge des Interesses an afroamerikanischer Musik einzelne Werke auf Tonträgern. Im Jahr 2002 lagen rund 20 ihrer Kompositionen in Einspielungen vor. 2009 wurden bei einer Hausrenovierung in St. Anne, Illinois, zahlreiche Manuskripte, Bücher, Noten und Partituren von Florence Price wiederentdeckt. Allein bei den US-Orchestern zeichnete sich nach 2018 ein weiterer Schub in der Rezeption ab: Während ihre Sinfonie Nr. 1 in diesem Jahr zwei Aufführungen erlebte, waren es 2019 bereits über 70 Aufführungen. 2020 wurde das International Florence Price Festival gegründet, das sich der Wiederentdeckung ihrer Werke verschrieben hat. Hier eine Auswahl an Tonträgern, die ausschließlich Price-Einspielungen enthalten:
- 2001: Sinfonie Nr. 3, Mississippi River Suite, The Oak. Apo Ching-Hsin Hsu (Dirigentin), Bay Area Women’s Philharmonic. Koch International
- 2012: Sinfonie Nr. 3, Concerto in one movement. Reihe Recorded Music of the African Diaspora. Karen Walwyn (Piano), Leslie Dunner (Dirigent), New Black Music Repertory Ensemble. Albany Records
- 2018: Violinkonzerte Nr. 1 und 2. Er-Gene Kahng (Violine), Ryan Cockerham (Dirigent), Janáček-Philharmonie Ostrava. Albany Records
- 2019: Sinfonien Nr. 1 und 4. John Jeter (Dirigent), Fort Smith Symphony. Naxos
- 2020: Konzertouvertüre Nr. 1, Sinfonie Nr. 3, Mighty River, Arise, Athena! Michael Seal, Valentina Peleggi, Nicholas Collon, Marin Alsop (Dirigenten), BBC Symphony Orchestra, BBC National Orchestra of Wales. BBC Music Magazine Collection
- 2021: Sinfonie Nr. 3, The Mississippi River, Ethiopian’s Shadow in America. John Jeter (Dirigent), ORF Radio-Symphonieorchester Wien. Naxos
- 2021: Fantasie Nègre. The Piano Music. Samantha Ege (Piano). Lorelt
- 2022: Sinfonien Nr. 1 und 3. Yannick Nézet-Séguin (Dirigent), Philadelphia Orchestra. Deutsche Grammophon (ausgezeichnet bei den Grammy Awards 2022 in der Kategorie “Best Orchestral Performance”)[13]

## Werke

### Orchesterwerke
- Chicago suite für Orchester
- Colonial dance symphony für Orchester
- Concert overture based on Sinner please don't let this harvest pass für Orchester
- Concert overture on Negro spirituals, no. 1 für Orchester
- Concert overture on Negro spirituals, no. 2 für Orchester
- Concerto for piano, D minor
- Concerto for piano, F minor, 1932
- Concerto for violin, no. 1, D major, 1939
- Concerto for violin, no. 2, 1952
- Ethiopia's shadow in America für Orchester, 1932
- Mississippi River suite; the river and the songs of those dwelling upon its banks für Orchester, 1934
- Overture no. 1 für Orchester
- Overture no. 2 für Orchester
- Rhapsody für Klavier und Orchester
- Song of the oak für Orchester
- Suite of Negro dances für Orchester
- Symphonic tone poem für Orchester
- Symphony no. 1, E minor, 1932
- Symphony no. 2, G minor, um 1935, verschollen
- Symphony no. 3, C minor, 1940
- Symphony no. 4, D minor, 1945
- The oak für Orchester

### Chorwerke
- Abraham Lincoln für Chor, Orgel und Orchester
- After the first and sixth commandments für Chor
- Alleluia für Chor
- An Indian summer on the prairie für Frauenchor
- Banjo song für Frauenchor
- Blue bell für Frauenchor
- Communion service für Chor
- Heav'n bound soldier für Frauenchor und Klavier
- Hold out yo' light für Frauenchor
- Lincoln walks at midnight für Chor und Orchester
- Nature's magic für Frauenchor und Klavier
- Nod für Männerchor, Text: Walter de la Mare
- Ode to man für Chor, Klavier und Orgel
- Poem of praise für Chor und Klavier, Text: Elizabeth Coatsworth
- Seagulls für Frauenchor, Flöte, Violine, Viola, Cello und Klavier, 1951
- Song for snow für Chor und Klavier, 1930
- Spring journey für Frauenchor und Orchester
- Summer clouds für Chor
- The new moon für Frauenchor und Klavier
- The waves of Breffney für Chor
- The wind and the sea für Chor, Klavier und Streichorchester
- Witch of the meadow für Frauenchor und Klavier, Text: Mary Rolofson Gamble

### Kammermusik
- American folksongs in counterpoint für Streichquartett
- By candlelight für Violine und Klavier, 1929
- Elfentanz für Violine und Klavier
- 2 Moods für Flöte oder Violine, Klarinette und Klavier
- Negro folksongs für Streichquartett
- 5 Negro folksongs in counterpoint für Streichquartett
- Piece für Violine und Klavier
- Playful rondo für Violine und Klavier, 1928
- Quartet, Streichquartett
- Quintet, Klavierquintett e.Moll, 1936
- Suite für Bläser und Klavier
- The deserted garden für Violine und Klavier

### Klavierwerke
- A lovely winter day für Klavier, 1949
- A morning sunbeam für Klavier
- A photograph für Klavier
- A sachem's pipe für Klavier, 1935
- A wee bit of Erin für Klavier
- Annie Laurie für Klavier zu vier Händen, 1928
- Anticipation für Klavier
- Arkansas jitter für Klavier, 1938
- Autumn echoes für Klavier
- At the cotton gin; a Southern sketch für Klavier, 1927
- Bayou dance für Klavier, 1938
- Birds in the forest für Klavier
- Blue skies für Klavier
- Bright eyes für Klavier
- Brownies on the seashore für Klavier
- Cabin song für Klavier
- Climbing the mountain für Klavier
- Clover blossom für Klavier, 1947
- Cotton dance für Klavier, 1931
- Criss-cross, rock-a-bye für Klavier, 1947
- Dainty feet für Klavier
- Dance of the cotton blossoms für Klavier, 1938
- Dances in the canebreaks für Klavier, 1953
- Dark pool für Klavier
- Doll waltz für Klavier
- 5 Easy pieces for grade 2 für Klavier, 1928
- Echoes für Klavier
- Evening für Klavier
- Fantasie nègre für Klavier, 1929
- Fantasie nègre no. 2 für Klavier
- Fantasie nègre no. 3 für Klavier
- Fantasie nègre no. 4 für Klavier
- 2 Fantasies on folk tunes für Klavier
- Golden corn tassles für Klavier
- Here and there für Klavier, 1947
- Hiking für Klavier
- Hoe cake für zwei Klaviere
- In the land o' cotton für Klavier, 1926
- Joy in June für Klavier
- Lake mirror für Klavier
- Levee dance für Klavier, 1937
- 3 Little Negro dances für Klavier, 1933
- Little pieces on black keys für Klavier
- Litte pieces on white keys für Klavier
- March of the beetles; clover blossom für Klavier, 1947
- Mellow twilight, Tondichtung für Klavier, 1929
- Memories of Dixieland für Klavier, 1947
- Memory mist für Klavier
- 3 Miniature portraits of Uncle Joe, written to depict various stages of his life at 17, 25, and 70 für Klavier, 1947
- Moon behind a cloud für Klavier
- 3 Negro dances für Klavier
- Nimble feet für Klavier, 1953
- Nobody knows the trouble I've seen für Klavier, 1938
- Nodding poppies für Klavier
- On higher ground für Klavier
- On parade für Klavier
- On top of a tree für Klavier
- Pensive mood für Klavier
- Placid lake für Klavier
- Rock-a-bye für Klavier, 1947
- Rocking chair für Klavier, 1939
- Silent night für Klavier
- 3 Sketches for little pianists, 1937
- Sonata E minor für Klavier, 1932
- Strong men, forward! für Klavier
- Swaying buttercups für Klavier
- Tecumseh für Klavier
- The bridle path für Klavier
- The butterfly für Klavier
- The engine für Klavier
- The flame für Klavier
- The froggie and the rabbit für Klavier
- The gnat and the bee für Klavier, 1936
- The goblin and the mosquito für Klavier, 1951
- The old boatman für Klavier, 1951
- The rose für Klavier
- The sea swallow für Klavier, 1951
- The swing für Klavier
- The waltzing fairy für Klavier, 1928
- The waterfall für Klavier
- The zephyr; el cefiro, Mexican folksong für Klavier
- To a little girl für Klavier
- Three boughs für Klavier
- Two traditional Negro spirituals
- Tropical moon für Klavier
- Undecided für Klavier
- Up and down the stairs; up and down the ladder für Klavier
- Were you there when they crucified my Lord? für Klavier, 1942
- Who will dance with me? für Klavier

### Orgelwerke
- A pleasant thought für Orgel, 1951
- Adoration für Orgel, 1951
- Allegretto für Orgel
- Andantino für Orgel
- Dainty lass für Orgel
- Evening song für Orgel, 1951
- Festal march für Orgel
- Hourglass für Orgel
- In quiet mood für Orgel, 1941
- Little melody für Orgel
- Offertory für Orgel
- Passacaglia and fugue für Orgel
- Prelude and fantasy für Orgel, 1942
- Retrospection für Orgel
- Short works für Orgel
- Sonata no. 1, D minor für Orgel
- Suite no. 1 für Orgel
- The hour glass für Orgel
- Variations on a folksong, Peter go ring dem bells für Orgel

### Lieder
- A sailor's song für mittlere Stimme und Klavier, 1946
- A smiling face für Stimme und Klavier
- A song of living für mittlere Stimme und Klavier
- A white rose für mittlere Stimme und Klavier
- An April day für mittlere Stimme und Klavier, Text: Joseph F. Cotter, 1949
- Ardella für mittlere Stimme und Klavier, 1935
- Baby my own für Stimme und Klavier, 1928
- Because für mittlere Stimme und Klavier
- Beside the sea für mittlere Stimme und Klavier
- Bewilderment für mittlere Stimme und Klavier
- Bruno, the bear für Stimme und Klavier, 1948
- City called heaven für Stimme und Klavier
- Cobbler für mittlere Stimme und Klavier
- Cresent moon für Stimme und Klavier
- Dat’s my gal für mittlere Stimme und Klavier, 1935
- Dawn’s awakening für mittlere Stimme und Klavier, 1936
- Death’s gwineter lay his cold icy hands on me für mittlere Stimme und Klavier
- Desire für Stimme und Klavier
- Deep river für hohe Stimme und Klavier
- Dream ships für Stimme und Klavier, 1935
- Dreamin' town für mittlere Stimme und Klavier, Text: Paul Laurence Dunbar, 1936
- Dreamships für mittlere Stimme und Klavier
- Easy goin’ für mittlere Stimme und Klavier
- 4 Encore songs für Stimme und Klavier
- Every dream has a scheme für Stimme und Klavier, 1929
- Every time I feel the spirit für hohe Stimme und Klavier
- Fantasy in purple für mittlere Stimme und Klavier, Text: Langston Hughes
- Feet o’ Jesus für mittlere Stimme und Klavier
- Foggy night für mittlere Stimme und Klavier, 1946
- Forever für mittlere Stimme und Klavier, for Text: Paul Laurence Dunbar
- Go down, Moses für mittlere Stimme und Klavier
- God gives me you für mittlere Stimme und Klavier, 1946
- Goo-bye jinks für mittlere Stimme und Klavier
- Hitch up your belts, boys! für Stimme und Klavier, 1942
- Hold fast to dreams für Stimme und Klavier, Text: Langston Hughes
- I am bound for de kingdom, and I'm workin' on my buildin'  für mittlere Stimme und Klavier, 1939
- I grew a rose für mittlere Stimme und Klavier
- I remember für Stimme und Klavier, 1934
- If I didn’t love you für Stimme und Klavier (unter dem Pseudonym Vee Jey), 1945
- I’m going to lay down my heavy load für mittlere Stimme und Klavier
- In back o’ the clouds für Stimme und Klavier, 1930
- It’s all on account of the sunshine für Stimme und Klavier
- It's snowing für mittlere Stimme und Klavier
- Just a dream that never came true für Stimme und Klavier, 1929
- Just to be near you für Stimme und Klavier, 1948
- Let’s build a little love nest für Stimme und Klavier, 1930
- Listen, baby für Stimme und Klavier, 1928
- Little things für Stimme und Klavier
- Looking for someone to love für Stimme und Klavier, 1934
- Lord, I can’t stay away für Stimme und Klavier
- Love dreams für Stimme und Klavier, 1930
- Love in a mist für mittlere Stimme und Klavier, Text: Mary Rolofson
- Lover’s lane für Stimme und Klavier
- Memories of you für Stimme und Klavier
- Moonbridge für hohe Stimme und Klavier, 1930
- Morning für mittlere Stimme und Klavier
- My dream für mittlere Stimme und Klavier, Text: Langston Hughes
- My little soul’s goin’ to shine für mittlere Stimme und Klavier
- My neighbor für mittlere Stimme und Klavier
- My soul's been anchored in the Lord für mittlere Stimme und Klavier
- Night für mittlere Stimme und Klavier, Text: Louise C. Wallace
- Nightfall für mittlere Stimme und Klavier, Text: Paul Laurence Dunbar
- O lamb of God für Stimme und Klavier
- On the other shore für Stimme und Klavier
- On the playground für Stimme und Klavier
- Out of the south blew a soft sweet wind für mittlere Stimme und Klavier, Text: Fannie Carter Woods
- Pittance für Stimme und Klavier, Text: Don Vincent Gray
- Resignation für Stimme und Klavier, 1946
- Roll, Jordan, roll für hohe Stimme und Klavier
- Save me, Lord, save me für mittlere Stimme und Klavier
- Sentimental moonlight für Stimme und Klavier, 1947
- Ships that pass in the night für mittlere Stimme und Klavier
- Some o’ these days für mittlere Stimme und Klavier
- Song is so old für Stimme und Klavier
- Song of hope für mittlere Stimme und Klavier
- Song of the open road für mittlere Stimme und Klavier
- Song to the dark virgin für mittlere Stimme und Klavier, 1941
- 2 Songs für Stimme und Klavier
- 4 Songs für Bassbariton und Klavier
- Summer night für mittlere Stimme und Klavier
- Sunset für Stimme und Klavier, 1938
- Sympathy für mittlere Stimme und Klavier, Text: Paul Laurence Dunbar, 1943
- The bowl is cracked für Stimme und Klavier
- The envious wren für mittlere Stimme und Klavier, Text: Alice Cary und Phoebe Cary
- The glory of the day was in her face für Stimme und Klavier, Text: James Weldon Johnson
- The heart of a woman für mittlere Stimme und Klavier
- The island of my dreams für Stimme und Klavier, 1928
- The moo-cow, Fido, and Kitty für Stimme und Klavier, 1949
- The moon bridge, für hohe Stimme und Klavier, Text: Mary Rolofson Gamble, 1930
- The poet and his song für mittlere Stimme und Klavier
- The retort für mittlere Stimme und Klavier
- The washerwoman für mittlere Stimme und Klavier
- Then I found heaven when I found you für Stimme und Klavier, 1938
- They lie, they lie für mittlere Stimme und Klavier, Text: David Morton. 1946
- To my little son für hohe Stimme und Klavier, Text: Julia Johnson Davis
- Travel’s end für hohe Stimme und Klavier, Text: Mary Falwell Hoisington
- Trouble done come my way für mittlere Stimme und Klavier
- Wander thirst für mittlere Stimme und Klavier
- We have tomorrow für mittlere Stimme und Klavier
- Weary traveler für mittlere Stimme und Klavier
- What is love? für Stimme und Klavier
- What’s the use? für mittlere Stimme und Klavier, 1930
- Who grope with love for hands für mittlere Stimme und Klavier
- Winter idyll für mittlere Stimme und Klavier
- Winter must come für Stimme und Klavier
- Won’t you please play Santa Claus? für Stimme und Klavier, 1928
- Words for a spiritual für mittlere Stimme und Klavier, 1948
- You didn’t know this baby für Stimme und Klavier, 1928
- You’re in my heart to stay für Stimme und Klavier, 1948
- Your leafy voice für mittlere Stimme und Klavier

## Bearbeitungen/Adaptionen

### Orchesterwerke
- Adoration (1951/2024) für Orgel – Bearbeitung für Orchester von Kai Johannes Polzhofer[14]